# ブレイク・パーカー
リチャード・ブレイク・パーカー（Richard Blake Parker, 1985年6月19日 - ）は、アメリカ合衆国アーカンソー州ワシントン郡フェイエットビル出身のプロ野球選手（投手）。右投右打。愛称はB-イージー。

## 経歴

### プロ入りとカブス時代
2006年のMLBドラフト16巡目（全体479位）でシカゴ・カブスから捕手として指名され、6月10日に契約。ルーキー級アリゾナリーグ・カブスで39試合に出場。捕手のほかに一塁手や三塁手としてもプレーし、打率.262、2本塁打、18打点を記録した。8月にA級ピオリア・チーフスへ昇格し、9試合に出場した。
2007年から投手に転向。まずルーキー級アリゾナリーグでプレーし、11試合に登板して1勝0敗2セーブ、防御率1.80、14奪三振を記録した。8月にA-級ボイシ・ホークスへ昇格。8試合に登板して1勝0敗、防御率3.18、10奪三振を記録した。
2008年はまずA級ピオリアでプレーし、23試合に登板して3勝0敗3セーブ、防御率1.33、51奪三振と好投。6月にAAA級アイオワ・カブスへ昇格。2試合に登板したが、防御率6.00と結果を残せず、7月にA+級デイトナ・カブスへ降格した。A+級デイトナでは20試合に登板して1勝2敗9セーブ、防御率3.38、21奪三振を記録した。
2009年はまずAA級テネシー・スモーキーズでプレーし、10試合に登板して0勝0敗3セーブ、防御率1.46、19奪三振を記録した。5月にAAA級アイオワへ昇格。45試合に登板して2勝3敗22セーブ、防御率3.00、58奪三振を記録した。オフの11月20日にカブスとメジャー契約を結び、40人枠入りした。
2010年3月19日にAAA級アイオワへ異動した。AAA級アイオワでは35試合に登板して1勝4敗2セーブ、防御率4.74、42奪三振を記録した。5月にAA級テネシーへ降格。13試合に登板して0勝1敗5セーブ、防御率2.65、25奪三振を記録した。オフの10月14日に40人枠を外れ、AAA級アイオワへ配属された。
2011年はまずAA級テネシーでプレーし、16試合に登板して1勝2敗3セーブ、防御率4.12、20奪三振を記録した。5月にAAA級アイオワへ昇格。37試合に登板して3勝3敗4セーブ、防御率2.81、60奪三振を記録した。
2012年はAAA級アイオワで開幕を迎え、5月17日にカブスとメジャー契約を結んだ。同日のフィラデルフィア・フィリーズ戦でメジャーデビュー。7回表から登板し、12⁄3回を投げ2安打3失点（自責点0）だった。4試合に登板していたが、6月6日に右肘の故障で60日間の故障者リスト入りした。8月28日に復帰し、3試合に登板したが、9月7日に再び右肘の故障で60日間の故障者リスト入りした。オフの10月26日に故障者リストから外れたが、同日に40人枠を外れ、AAA級アイオワへ降格した。11月28日にカブスとマイナー契約で再契約した。
2013年はAAA級アイオワで開幕を迎え、16試合に登板して0勝1敗7セーブ、防御率2.04、26奪三振を記録した。6月1日にラファエル・ドリスが故障者リスト入りしたため、再びカブスとメジャー契約を結んだ。その後はリリーフに定着し、49試合に登板して1勝2敗1セーブ、防御率2.72、55奪三振を記録した。
2014年3月22日にAAA級アイオワへ異動し、そのまま開幕を迎えた。4月13日にメジャーへ昇格。2試合に登板したが、いずれの試合も失点するなど結果を残せず、4月24日にAAA級アイオワへ降格。5月27日にウェズリー・ライトが父親産休リスト入りしたため、メジャーへ昇格。1試合に登板したが、29日にライトが復帰したため、AAA級アイオワへ降格した。7月6日に再昇格。2試合に登板したが、7月11日にダーウィン・バーニーが父親産休リストから復帰したため、AAA級アイオワへ降格。7月26日に再昇格し、2試合に登板したが、30日にAAA級アイオワへ降格した。8月1日にフェリックス・ドゥブロンが加入したが、同日に故障者リスト入りしたためメジャーへ昇格。2試合に登板したが、8月2日のロサンゼルス・ドジャース戦で延長12回にハンリー・ラミレスから3点本塁打を打たれ、サヨナラ負けを喫したため、5日にAAA級アイオワへ降格した。8月21日に再昇格したが、翌22日にAAA級アイオワへ降格した。9月1日にセプテンバー・コールアップで再昇格し、シーズンを終えた。
2015年5月6日に自由契約となり、15日にマイナー契約で再契約。AAA級アイオワに配属され、そのままシーズンを終了した。オフの11月6日にFAとなった。

### マリナーズ時代
2015年12月17日にシアトル・マリナーズとマイナー契約を結び、2016年のスプリングトレーニングに招待選手として参加することになった。
2016年の開幕は傘下のAAA級タコマ・レイニアーズで迎え、8月4日にメジャー契約を結んでアクティブ・ロースター入りした。同日のボストン・レッドソックス戦で1回を無失点に抑えたものの登板はこの1試合にとどまり、8月6日にDFAとなった。

### ヤンキース時代
2016年8月9日にウェイバー公示を経てニューヨーク・ヤンキースへ移籍した。ヤンキース加入後は16試合にリリーフ登板して1勝と1セーブを挙げたが、防御率4.96・WHIP1.47という数字が示すように投球内容はイマイチだった。マリナーズでの1試合を加えると、防御率4.67・WHIP1.50という成績だった。

### エンゼルス時代
2016年10月5日、ウェイバー公示を経てロサンゼルス・エンゼルスへ移籍した。11月18日にDFAとなり、23日にウェイバー公示を経てミルウォーキー・ブルワーズへ、12月23日にウェイバー公示を経て再びエンゼルスへ移籍した。
2017年1月19日にDFA、24日にマイナー契約で傘下のAAA級ソルトレイク・ビーズへ配属された。4月2日にメジャー契約を結んで開幕ロースター入りした。同年はリリーフの中心としてチームトップの71試合に投げ、3勝3敗8セーブ、防御率2.54と自己最高の成績を挙げた。
2018年は67試合に登板し、防御率は3.26と前年から下がったが、クローザーとしての起用が増え、14セーブを記録した。オフの11月30日にFAとなった。

### ツインズ時代
2019年1月14日にミネソタ・ツインズと1年180万ドル（130試合アクティブ・ロースターに登録されれば50万ドル、140試合で40万ドル、150試合、160試合でそれぞれ25万ドルの出来高）で契約を結んだ。7月24日にDFAとなり、27日にマイナー契約で傘下のAAA級ロチェスター・レッドウイングスへ配属された後、29日にFAとなった。

### フィリーズ時代
2019年7月30日にフィリーズとメジャー契約を結んだ。オフの11月4日にFAとなったが、2020年2月5日にマイナー契約で再契約した。
2020年8月11日にメジャー契約を結んでアクティブ・ロースター入りした。オフの10月30日にマイナー契約となった後、同日中にFAとなった。

### インディアンス時代
2021年2月16日にクリーブランド・インディアンスとマイナー契約を結び、スプリングトレーニングに招待選手として参加することになった。シーズン開幕後、6月5日にメジャー契約を結んでアクティブ・ロースター入りした。この年メジャーでは47試合に登板して2勝1敗、防御率3.09、37奪三振を記録した。オフの11月3日にFAとなった。

## 詳細情報

### 年度別投手成績
| 年 度    | 球 団    | 登 板 | 先 発 | 完 投 | 完 封 | 無 四 球 | 勝 利 | 敗 戦 | セ 丨 ブ | ホ 丨 ル ド | 勝 率 | 打 者 | 投 球 回 | 被 安 打 | 被 本 塁 打 | 与 四 球 | 敬 遠 | 与 死 球 | 奪 三 振 | 暴 投 | ボ 丨 ク | 失 点 | 自 責 点 | 防 御 率 | W H I P |
| -------- | -------- | ----- | ----- | ----- | ----- | -------- | ----- | ----- | -------- | ----------- | ----- | ----- | -------- | -------- | ----------- | -------- | ----- | -------- | -------- | ----- | -------- | ----- | -------- | -------- | ------- |
| 2012     | CHC      | 7     | 0     | 0     | 0     | 0        | 0     | 0     | 0        | 0           | ----  | 32    | 6.0      | 10       | 3           | 5        | 1     | 0        | 6        | 0     | 0        | 7     | 4        | 6.00     | 2.50    |
| 2013     | CHC      | 49    | 0     | 0     | 0     | 0        | 1     | 2     | 1        | 7           | .333  | 195   | 46.1     | 39       | 4           | 15       | 1     | 2        | 55       | 2     | 0        | 17    | 14       | 2.72     | 1.17    |
| 2014     | CHC      | 18    | 0     | 0     | 0     | 0        | 1     | 1     | 0        | 1           | .500  | 91    | 21.0     | 24       | 3           | 4        | 0     | 0        | 24       | 1     | 0        | 13    | 12       | 5.14     | 1.33    |
| 2016     | SEA      | 1     | 0     | 0     | 0     | 0        | 0     | 0     | 0        | 0           | ----  | 5     | 1.0      | 1        | 0           | 1        | 0     | 0        | 0        | 0     | 0        | 0     | 0        | 0.00     | 2.00    |
| 2016     | NYY      | 16    | 0     | 0     | 0     | 0        | 1     | 0     | 1        | 0           | 1.000 | 74    | 16.1     | 16       | 1           | 8        | 1     | 2        | 15       | 0     | 0        | 9     | 9        | 4.96     | 1.47    |
| '16計    | NYY      | 17    | 0     | 0     | 0     | 0        | 1     | 0     | 1        | 0           | 1.000 | 79    | 17.1     | 17       | 1           | 9        | 1     | 2        | 15       | 0     | 0        | 9     | 9        | 4.67     | 1.50    |
| 2017     | LAA      | 71    | 0     | 0     | 0     | 0        | 3     | 3     | 8        | 15          | .500  | 254   | 67.1     | 40       | 7           | 16       | 0     | 1        | 86       | 4     | 0        | 20    | 19       | 2.54     | 0.83    |
| 2018     | LAA      | 67    | 0     | 0     | 0     | 0        | 2     | 1     | 14       | 6           | .667  | 276   | 66.1     | 63       | 12          | 19       | 1     | 3        | 70       | 8     | 0        | 24    | 24       | 3.26     | 1.24    |
| 2019     | MIN      | 37    | 0     | 0     | 0     | 0        | 1     | 2     | 10       | 9           | .333  | 157   | 36.1     | 34       | 7           | 16       | 0     | 2        | 34       | 4     | 0        | 18    | 17       | 4.21     | 1.38    |
| 2019     | PHI      | 23    | 2     | 0     | 0     | 0        | 2     | 1     | 0        | 4           | .667  | 98    | 25.0     | 19       | 6           | 6        | 0     | 1        | 31       | 0     | 0        | 14    | 14       | 5.04     | 1.00    |
| '19計    | PHI      | 60    | 2     | 0     | 0     | 0        | 3     | 3     | 10       | 13          | .500  | 255   | 61.1     | 53       | 13          | 22       | 0     | 3        | 65       | 4     | 0        | 32    | 31       | 4.55     | 1.22    |
| 2020     | PHI      | 14    | 1     | 0     | 0     | 0        | 3     | 0     | 0        | 1           | 1.000 | 69    | 16.0     | 12       | 2           | 9        | 2     | 0        | 25       | 0     | 0        | 7     | 5        | 2.81     | 1.31    |
| 2021     | CLE      | 47    | 0     | 0     | 0     | 0        | 2     | 1     | 0        | 4           | .667  | 185   | 43.2     | 43       | 5           | 14       | 0     | 2        | 37       | 1     | 0        | 15    | 15       | 3.09     | 1.31    |
| MLB：9年 | MLB：9年 | 350   | 3     | 0     | 0     | 0        | 16    | 11    | 34       | 47          | .593  | 1436  | 345.1    | 301      | 50          | 113      | 6     | 13       | 383      | 20    | 0        | 144   | 133      | 3.47     | 1.20    |

- 2021年度シーズン終了時

### 背番号
- 55（2012年 - 同年途中）
- 50（2012年途中 - 2014年）
- 53（2016年 - 同年途中、2017年 - 2018年、2019年8月1日 - 2021年）
- 47（2016年途中 - 同年終了）
- 38（2019年 - 同年7月23日）